# Zeppelin Luftschifftechnik
Zeppelin Luftschifftechnik (nome completo ZLT Zeppelin Luftschifftechnik GmbH & Co KG nel 2018) è un'azienda fondata nel 1993 che progetta e sviluppa lo Zeppelin NT. È la Deutsche Zeppelin-Reederei, fondata nel 2001 e filiale della prima, l'azienda incaricata di gestire questo dirigibile.
Continuando la tradizione del 1908 della Luftschiffbau Zeppelin, gli azionisti dell'azienda sono la stessa Luftschiffbau Zeppelin GmbH (per 51%) e la multinazionale ZF Friedrichshafen AG (per 49%); la sua sede è a Friedrichshafen.
È anche una delle fondatrici della Università Zeppelin.

## Produzione dello Zeppelin NT

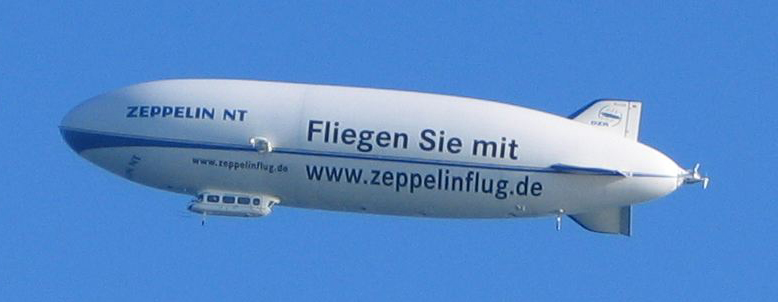
Lo Zeppelin NT in volo

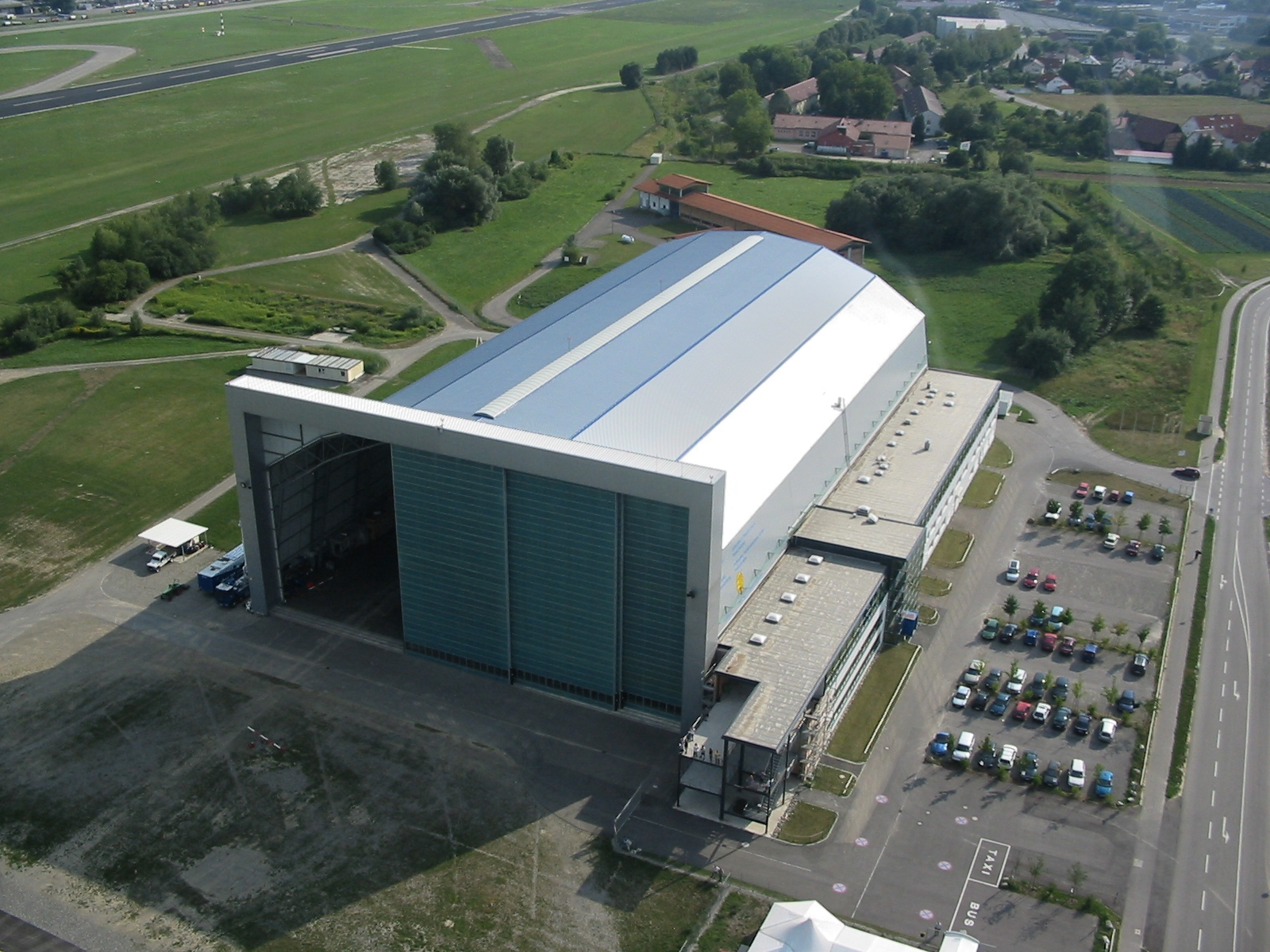
L'hangar dei dirigibili a Friedrichshafen nel 2003, ancora in uso nel 2018.

Zeppelin rimane al 2018 il produttore dei più grandi dirigibili del mondo e l'unico fornitore europeo attivo di grandi dirigibili con equipaggio.
Negli anni '90, a differenza di molti progetti di grandi dirigibili, il Gruppo Zeppelin ha sviluppato e introdotto sul mercato un moderno dirigibile dal design unico al mondo: contiene una struttura interna rigida in un involucro flessibile. Non è in senso stretto un aerostato poiché il suo decollo viene normalmente ottenuto utilizzando una spinta verticale fornita dai propulsori.
Ciascuno è lungo 75 metri, ha due tasche gonfiate ad elio (non combustibile) e può trasportare dodici passeggeri (o 1900 kg di carico) e due membri dell'equipaggio a 125 km/h e a 3000 m di altitudine grazie a tre motori termici da 147 kW ciascuno. La sua autonomia è di 22 ore e il suo raggio d'azione di 1000 km.
Quattro Zeppelin NT sono stati costruiti fino al 2008. Il prezzo di un singolo Zeppelin NT nel 2006 è di circa 7,5 milioni di euro; il dispositivo è garantito contro l'obsolescenza fino al 2020.

## Utilizzo dello Zeppelin NT

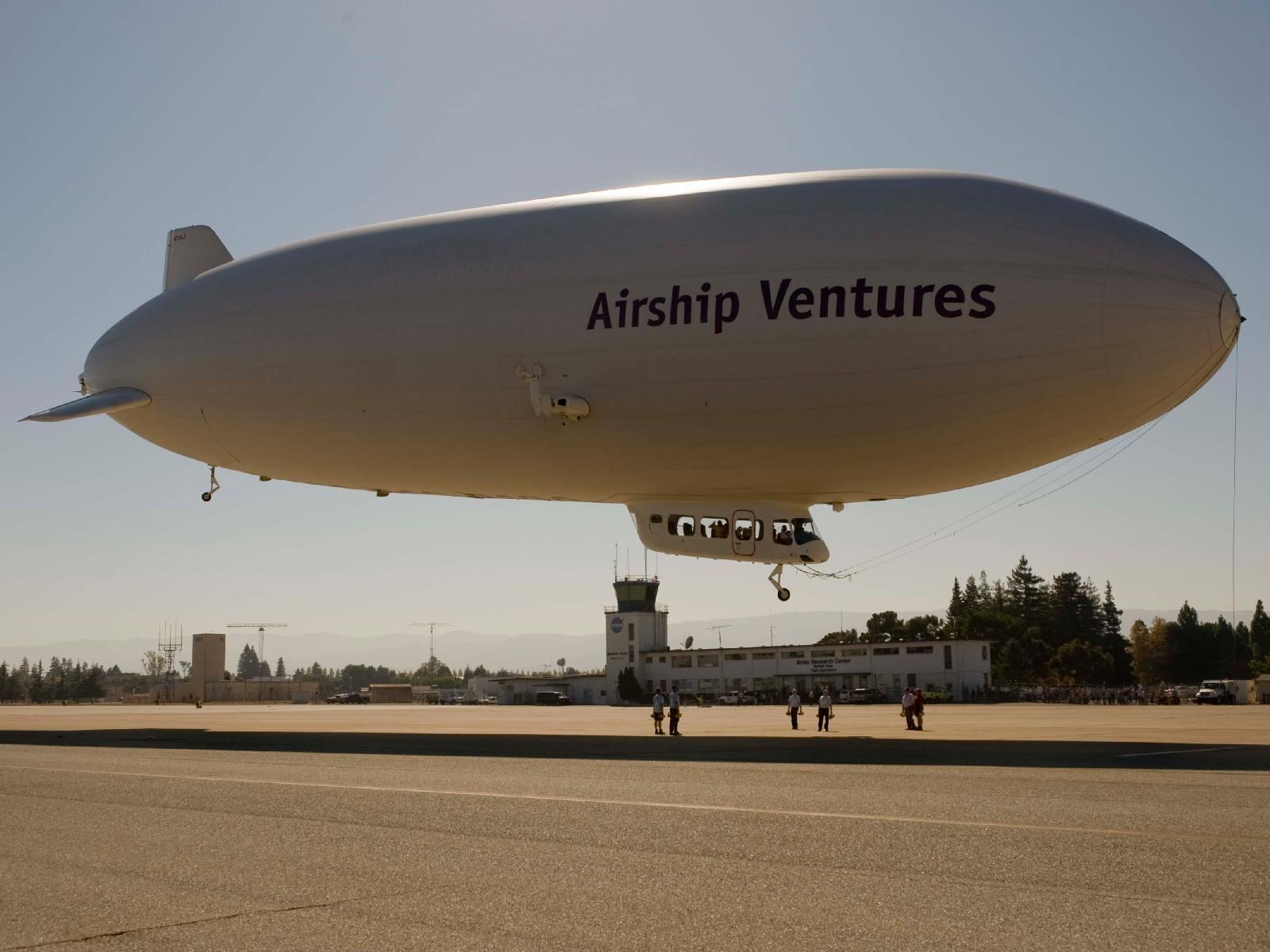
Arrivo dello Zeppelin NT al Moffett Federal Airfield.

Ci sono solo quindici piloti al mondo qualificati per pilotare lo Zeppelin NT.
Il primo Zeppelin NT è stato completato nel 1997, ed è utilizzato per circuiti turistici locali e voli pubblicitari, nonché per studi climatici e monitoraggio delle polveri.
Dall'autunno del 2005 fino alla fine del 2007, uno Zeppelin NT è stato affittato alla De Beers per la ricerca di diamanti. Poco prima della scadenza del contratto, risultava irrimediabilmente danneggiato ed è stato successivamente smantellato.
Il secondo prototipo viene venduto in Giappone; il successivo, denominato Eureka, è stato consegnato il 25 ottobre 2008 presso Airship Ventures (San Francisco). Volando a un'altitudine di 400 m, è stato utilizzato per giri intorno al Golden Gate Bridge, Alcatraz e Treasure Island fino al 14 novembre 2012, quando fu poi restituito al costruttore.